# Mindfulnessbaseret stressreduktion
Mindfulness-baseret stress reduktion (MBSR) har rødder i buddhismen og i yoga og meditations traditioner, hvor mindfulness i årtusinder er blevet anvendt som et middel til at reducere psykologisk lidelse og til at fremme positive kvaliteter såsom øget opmærksomhed, indsigt, accept og medfølelse. Men mindfulness per se handler ikke om religion. Essensen i mindfulness er udviklingen af en almen kapacitet ved den menneskelig bevidsthed, en medfølende opmærksomhedsindstilling, der kan trænes og forbedres livslangt. 
I den moderne vestlige kontekst er mindfulness blevet populært især via den amerikanske grundlægger af ‘the Mindfulness-based stress reduction (MBSR) program’, Jon Kabat-Zinn. I 1979 åbnede han den første klink i MBSR ved University of Massachusetts Medical School (UMASS), hvor patienter med kronisk smerte gennemgik et 8 ugers intensivt MBSR program, som er detaljeret beskrevet i hans bog Full Catastrophe Living: Using the Wisdom of Your Body and Mind to Face Stress, Pain and Illness (1990, revideret 2013, på dansk 2014: Lev med livets katastrofer - sådan bruger du din krops og dit sinds visdom til at håndtere stress, smerte og sygdom)

## Definition
Mindfulness defineres som en bestemt måde at være opmærksom på, det er den bevidsthed, der opstår, når opmærksomheden holdes i det nuværende øjeblik, uden at dømme. Inden for behandling med MBSR beskrives mindfulness som en måde at “vågne op til det liv, der er her lige nu. Ikke det liv, der har været eller måske vil komme. Men at vågne op til det liv, der er her i dette øjeblik, lige nu, på en speciel måde hvor man er venlig mod sig selv”. I sundhedssektoren karakteriseres MBSR som en “transdiagnostisk intervention”, hvor fokus flyttes fra symptomerne til patientens forhold til disse.

## Historie og udbredelse
I 1981 grundlagde Jon Kabat-Zinn og kollegaen Saki Santorelli (nuværende direktør) Center for Mindfulness ved UMASS, hvor mere end 20.000 patienter siden har gennemført et MBSR-program. Patienter henvises med mange forskellige lidelser, herunder kronisk smerte, anden kronisk sygdom, træthed, søvnbesvær, hovedpine, forhøjet blodtryk, angst, mave-tarm-lidelser mv. I 2001 grundlagde Santorelli endvidere ‘Oasis Institute Mindfulness-based Professional Education and Training’ sammesteds, som har uddannet mere end 1000 certificerede MBSR instruktører fra hele verden .
Inspireret af Kabat-Zinns MBSR-program har forskere og behandlere ved øvrige universiteter udviklet komplementære mindfulness-programmer, såsom ‘Mindfulness-based cognitive therapy’ (MBCT) , ‘Mindfulness-based relapse prevention’. og ‘Mindfulness-based childbirth and parenting’ (MBCP) 
Inden for de seneste år er mindfulness således blevet særdeles udbredt i Vesten, også blandt folk som normalt ikke praktiserer meditation. Mindfulness praktiseres både af raske og patienter, og diverse mindfulness-programmer (herunder MBSR og MBCT) anvendes fx inden for sundhedsområdet, forsvaret, skoler, børnehaver og erhvervslivet.

## Forskning
Forskningen interesserer sig i stigende grad for mindfulness-baserede-programmer som MBSR og MBCT. I 2003 var antallet af publicerede videnskabelige artikler 52, og dette antal streg i 2014 til 477. Udviklingen kan følges på Mindfulness Research Guide,] der samler videnskabelige artikler og udgiver et månedligt nyhedsbrev.
Foreløbige resultater tyder på, at “MBSR kan mindske symptomer på stress, angst og depression, forbedre helbredsrelateret livskvalitet og mindske psykologisk betinget stress i forbindelse med sygdom.” Der er desuden fundet ændringer i hjernen associeret med deltagelse i MBSR-kurser, som menes at være associeret med reduceret stress og øget opmærksomhed.  Til gengæld har kvaliteten af de videnskabelige undersøgelser været genstand for en del kritik (se nedenstående).

## Kritik
En del skepsis har især rettet sig mod det boomende antal udbydere af kurser og uddannelse inden for mindfulness, hvor kvaliteten og udbyttet er svært at gennemskue for forbrugere og øvrige interessenter, og hvor mindfulness let forveksles med en hurtig metode til at opnå lykke og velvære.
I følge psykolog og arbejdslivsforsker på Aalborg Universitet, Einar Baldursson, er mindfulness en vidtgående behandlingsteknologi, der brugt af professionelle til et relevant formål kan være gavnlig, men det modsatte i hænderne på ukyndige. “Hvis mindfulness bruges af amatører og kvaksalvere, er den i bedste fald virkningsløs, men den kan også medføre betydelige problemer på længere sigt, fordi der netop ikke gøres noget ved årsagerne til din stress,” siger han.
Behandlings- og uddannelsestilbuddene er således mange, men af svingende kvalitet. Der udbydes certificerede uddannelser inden for MBSR og MBCT ved bl.a. Oasis Institute Mindfulness-based Professional Education and Training (under Center for Mindfulness), University of Massachusetts Medical School , Oxford Mindfulness Center, Oxford University , Clinical Education Development and Research, Exeter University , Centre for Mindfulness Research and Practice, Bangor University  og i Danmark ved mindfulness.au.dk, Aarhus Universitet .
Selvom om der publiceres mange videnskabelige artikler om MBSR, advarer såvel forskere og kritikere imod at drage forhastede konklusioner på denne baggrund. Kvaliteten af forskningen inden for mindfulness varierer meget, og et af de væsentligste kritikpunkter hidtil har været inklusion af for dårligt kontrollerede og designede studier , , .
I følge grundlægger, Jon Kabat-Zinn, er MBSR-forskningen endnu i dens spæde ungdom .